# Doctrine and Discipline of Divorce
The Doctrine and Discipline of Divorce: Restor'd to the Good of Both Sexes, From the Bondage of Canon Law (Nederlands: De Doctrine en Discipline van de Echtscheiding: Hersteld ten Bate van Beide Seksen, Uit de Gebondenheid van het Canoniek Recht) is een door John Milton geschreven verhandeling die op 1 augustus 1643 verscheen. Een uitgebreide tweede editie werd op 2 februari 1644 uitgegeven. Beide edities verschenen anoniem. Milton werd echter niet met het werk geassocieerd tot het parlement het openlijk verwierp in augustus 1644. Miltons belangrijkste stelling is dat Christus nooit Mozes' toestemming voor echtscheiding (zoals weergegeven in Deuteronomium 24:1) verwierp omdat hij in Matteüs 19 enkel een specifieke groep Farizeeën bedoelt.